# Rastušje
Rastušje je selo u sustavu Općine Podcrkavlje, u Brodsko-posavskoj županiji.

## Zemljopis
Selo je smješteno nedaleko od Slavonskog Broda, na južnim padinama Dilj-gore na nadmorskoj visini od 139 m. Površina mu je 4 km2, uglavnom je čine oranice i šume.

## Gospodarstvo
Gospodarsku osnovu čine poljodjelstvo, šumarstvo, vinogradarstvo, stočarstvo, trgovina i ugostiteljstvo.

## Promet
Nalazi se na državnoj cesti D53: Donji Miholjac (granica Republike Mađarske) – Našice – Slavonski Brod (granica Republike Bosne i Hercegovine). 

## Župna crkva
Pripada rimokatoličkoj župi sv. Antuna Padovanskog iz Podvinja, Slavonskobrodski dekanat Đakovačke i Srijemske biskupije.

## Stanovništvo
| broj stanovnika | 79    | 83    | 119   | 185   | 183   | 217   | 230   | 266   | 257   | 259   | 302   | 279   | 295   | 302   | 279   | 295   | 237   |
|                 | 1857. | 1869. | 1880. | 1890. | 1900. | 1910. | 1921. | 1931. | 1948. | 1953. | 1961. | 1971. | 1981. | 1991. | 2001. | 2011. | 2021. |

## Povijest
Ime Rastušje ne spominje se u srednjovjekovnim ispravama pa se čini da je ono naseljeno u tursko doba. Kad su Turci napustili Slavonski Brod, u Rastušju je ostalo sedam naseljenih kuća. Njihovi vlasnici bijahu Antun Dragić, Antun Pogadić, Ilija Đurić, Petar Bošnjak, Juro Pogadić, Juro Vulasinović i Mato Bošnjak, svi rimokatoličke vjeroispovijesti. Prilikom kanonske vizitacije 1746. godine zabilježeno je da u Rastušju ima 18 kuća sa 145 stanovnika. Katastarski plan iz 1781. godine daje uvid u tadašnje rastuške posjede. Uspoređujući ga s katastarskim planom iz 1858. godine ne uočava se značajnije povećanje sela. Na njemu je označena kapelica Sv. Vida, na mjestu današnjeg groblja. Najveći broj stanovnika zabilježen je popisom iz 1961. godine kada ih je bilo 302 i od tada broj opada ili stagnira, uglavnom zbog preseljavanja ljudi u obližnje gradove (poglavito Slavonski Brod).

## Poznate osobe
- Dragutin Tadijanović, hrvatski pjesnik
- Blaž Tadijanović, franjevac i pisac

## Vanjske poveznice
|  | Zajednički poslužitelj ima još gradiva o temi Rastušje |